# Ancona

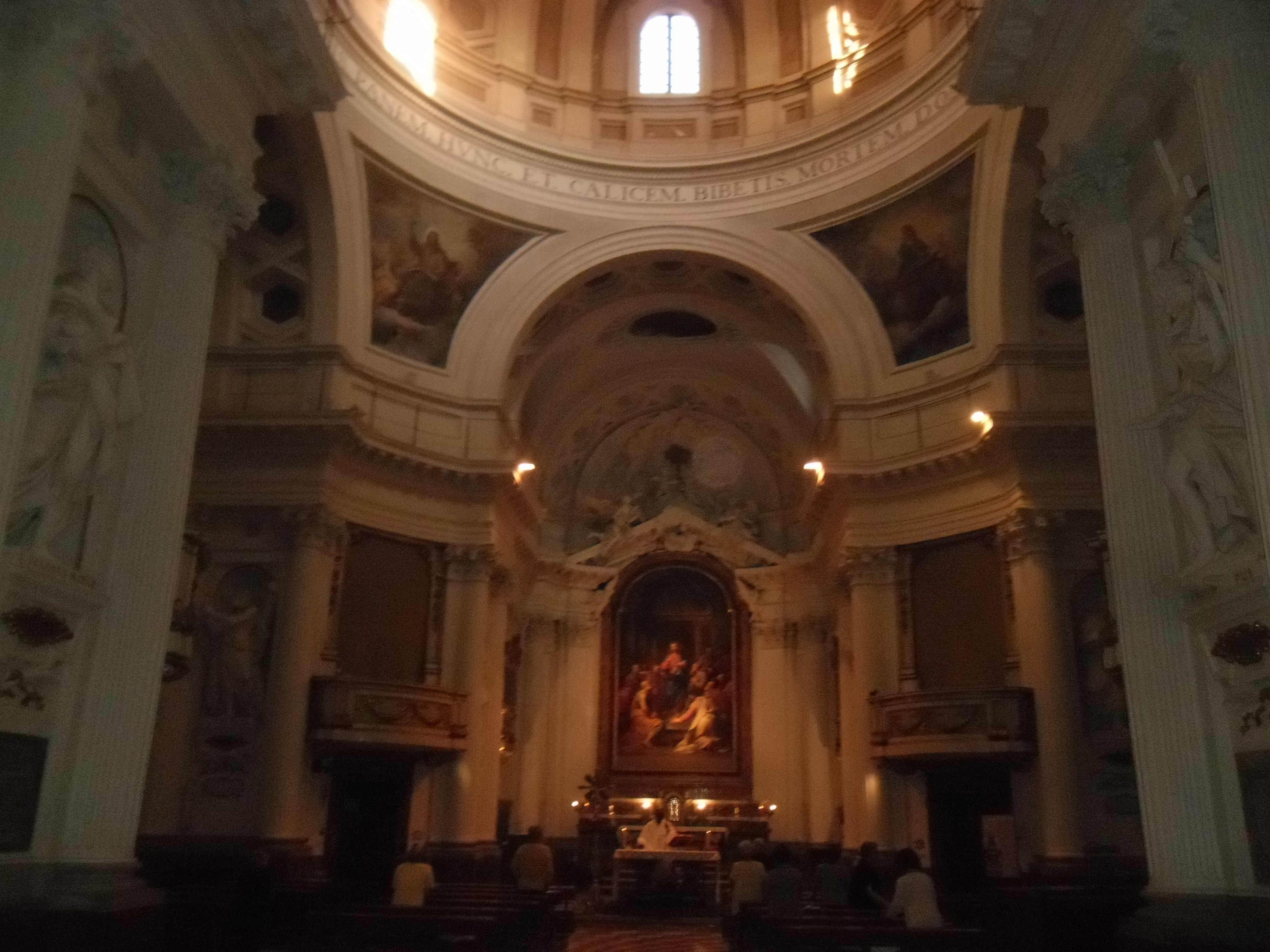
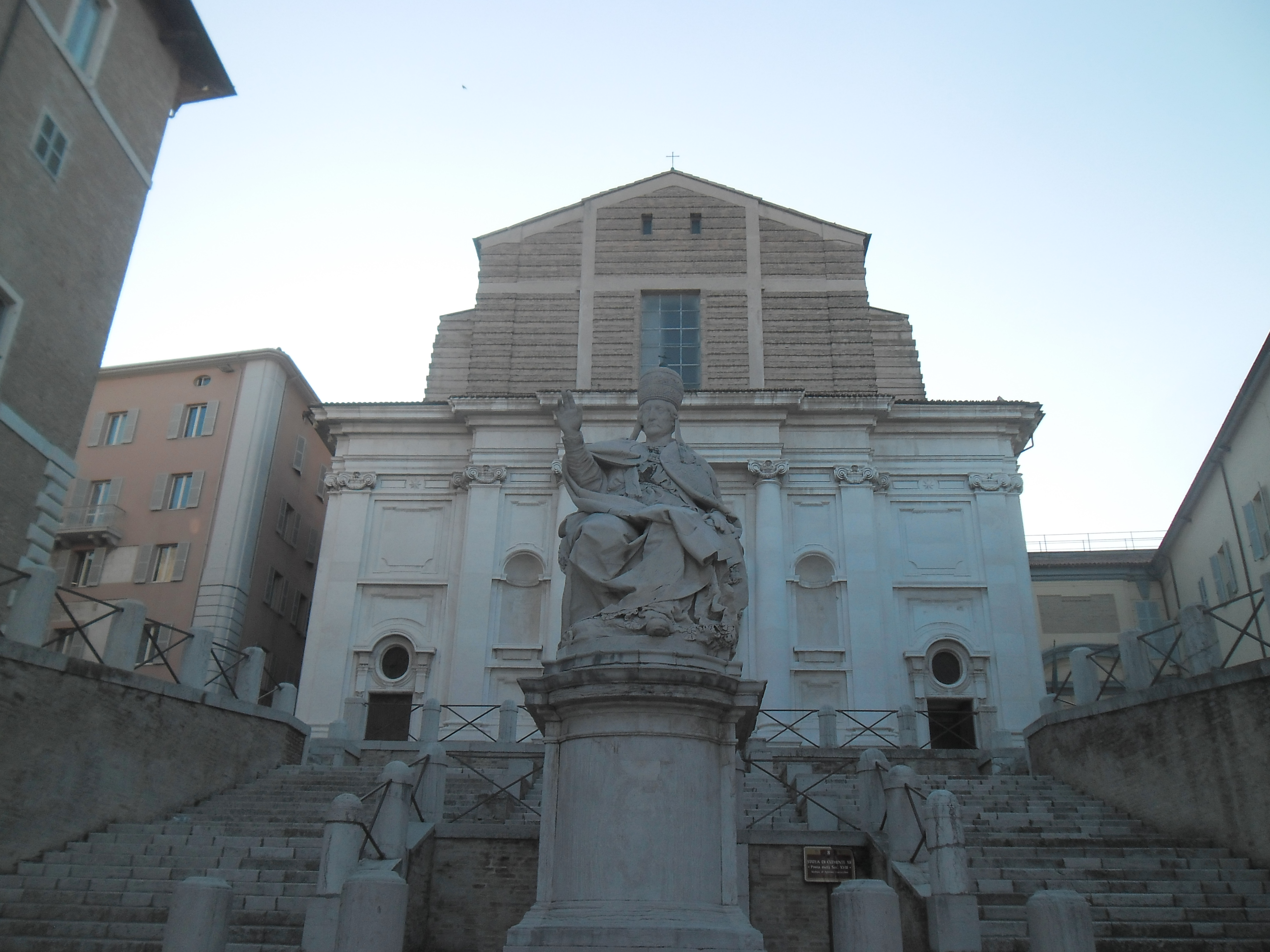
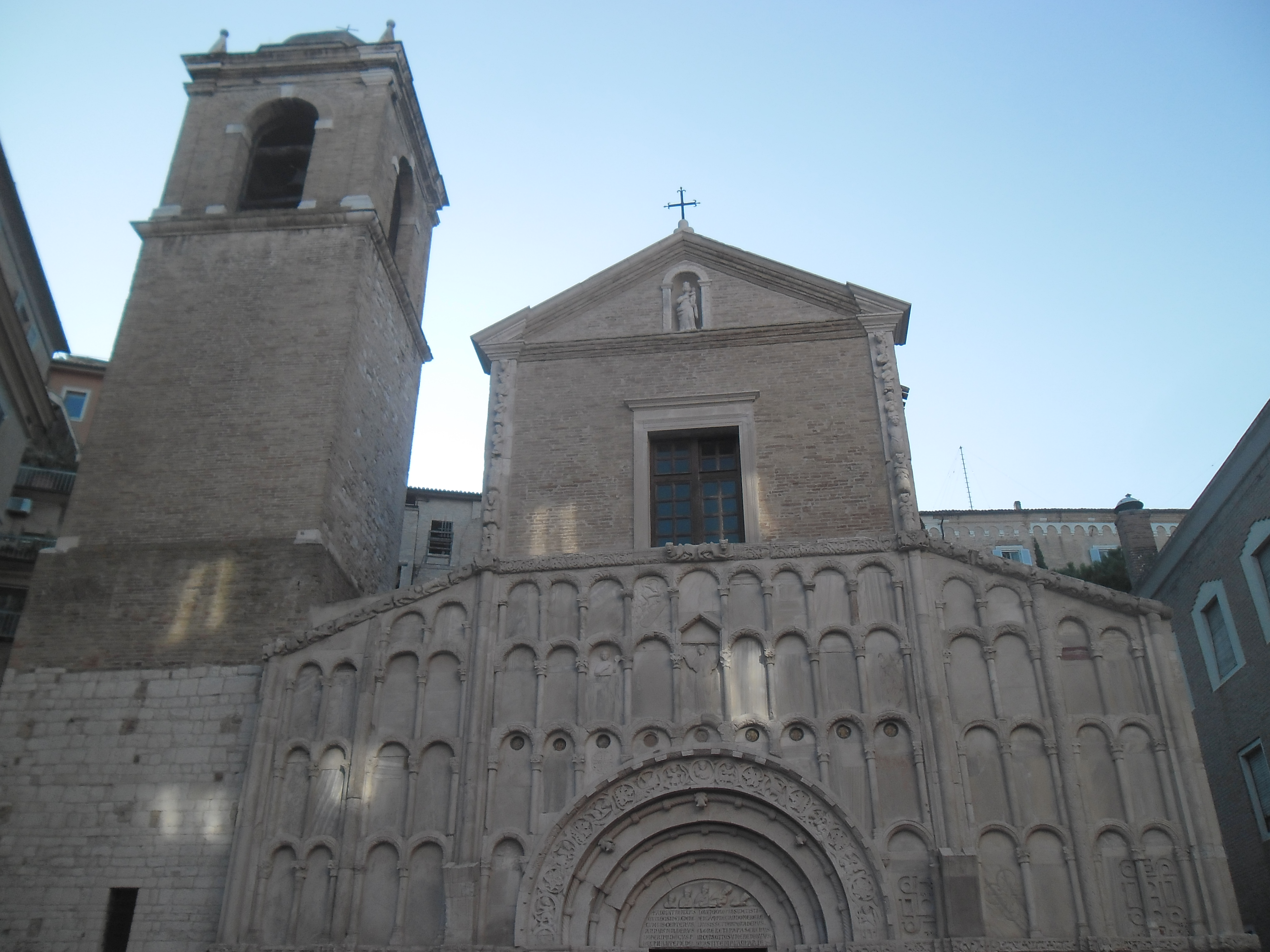
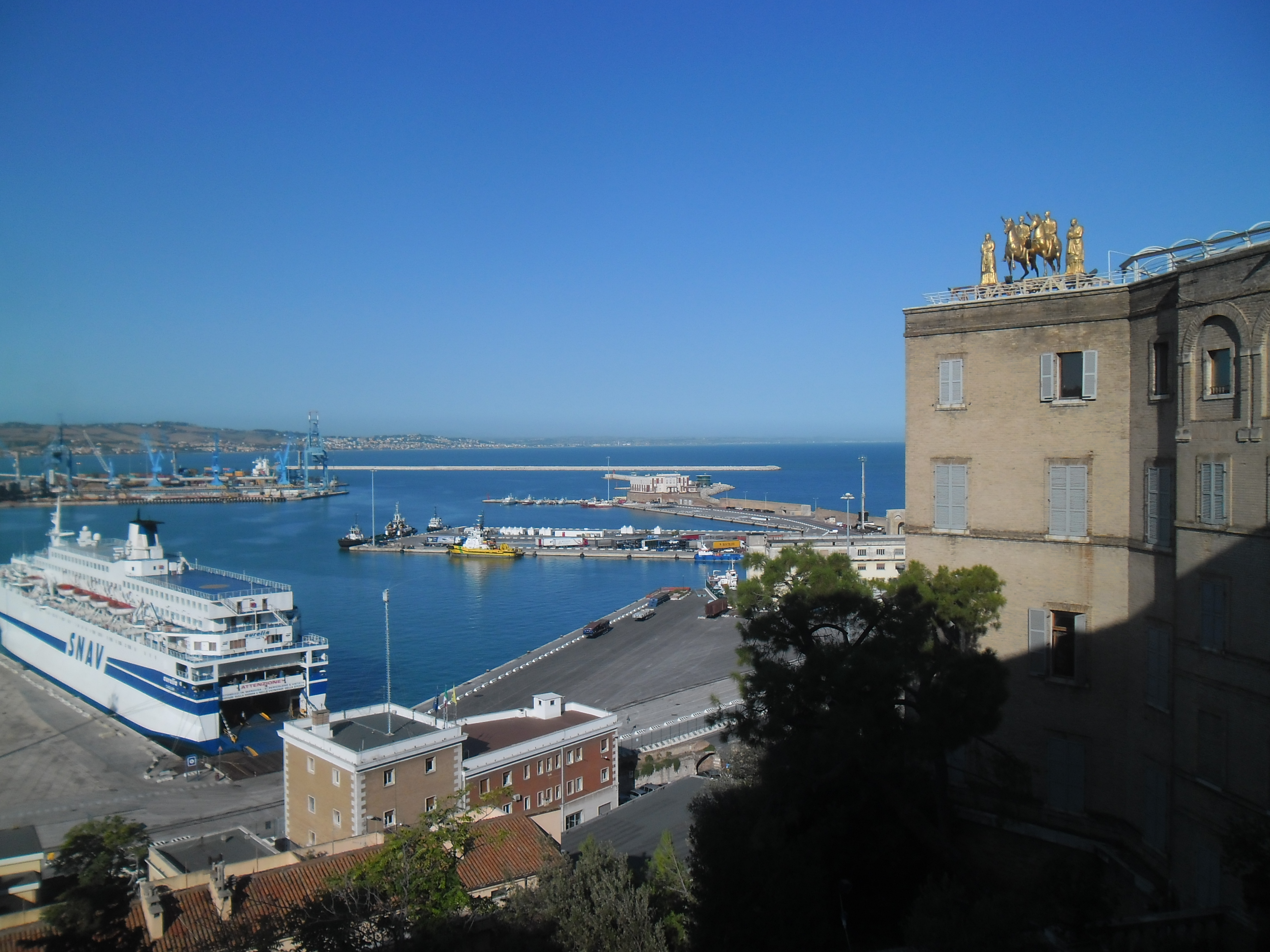
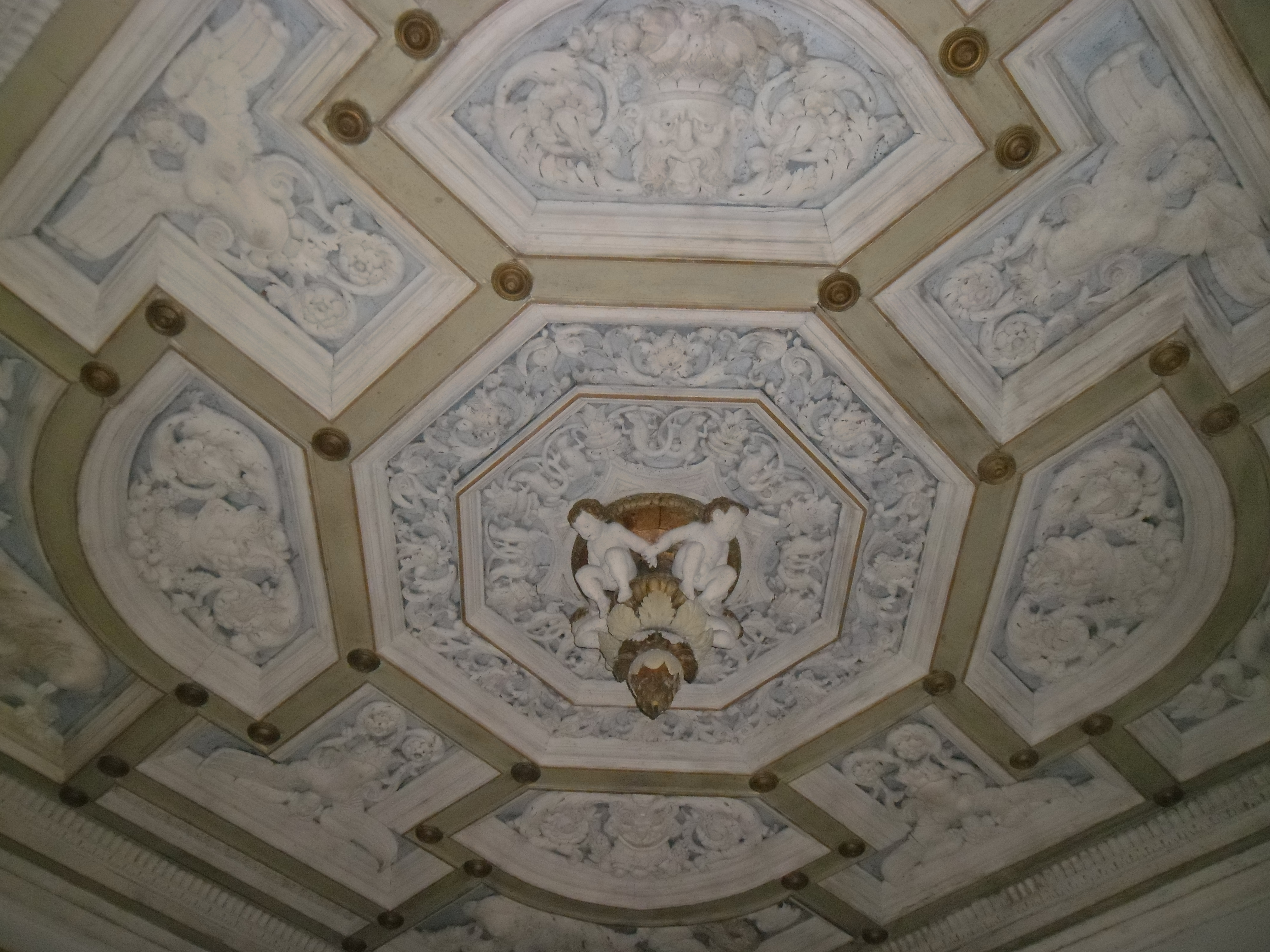
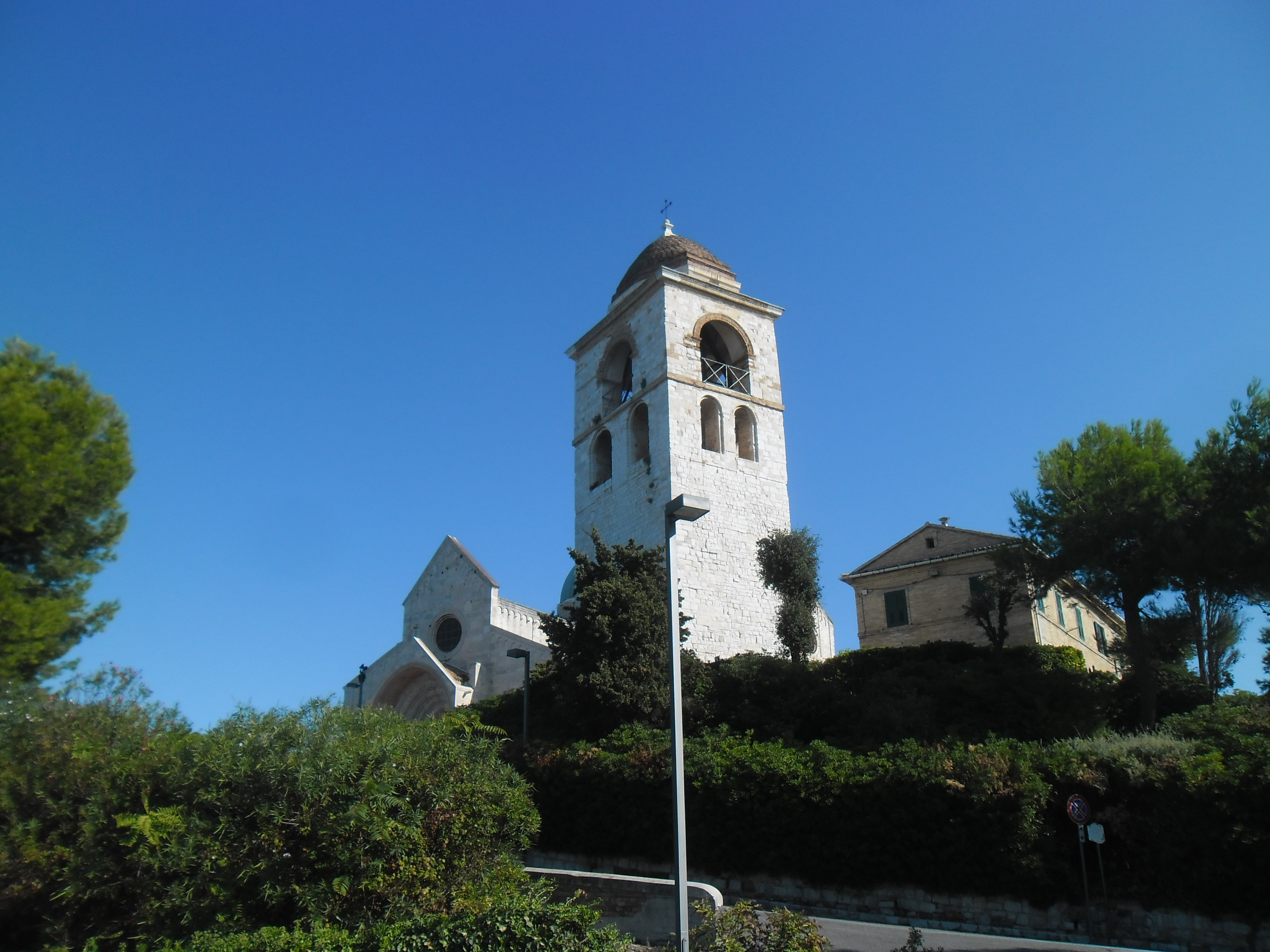
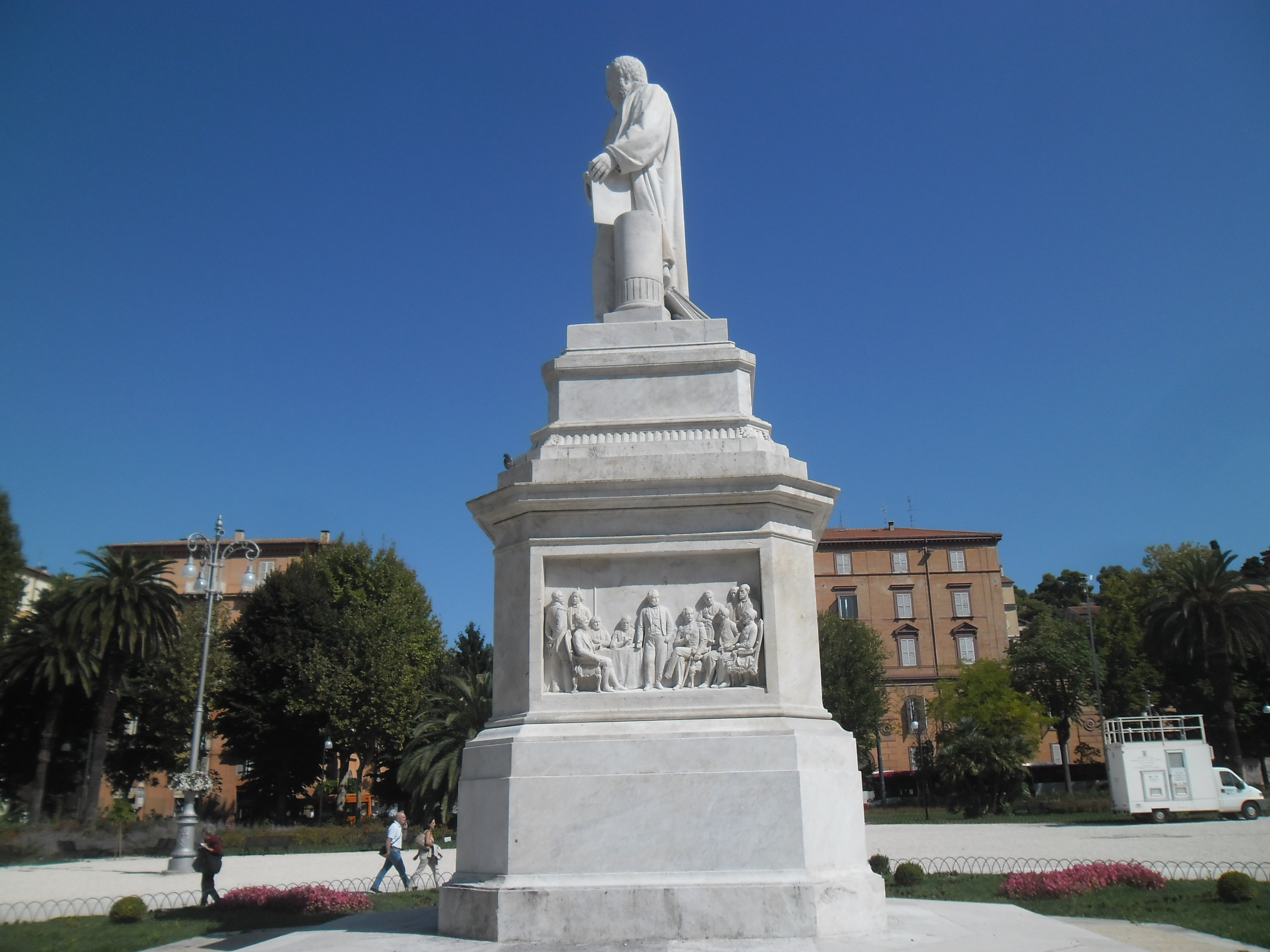
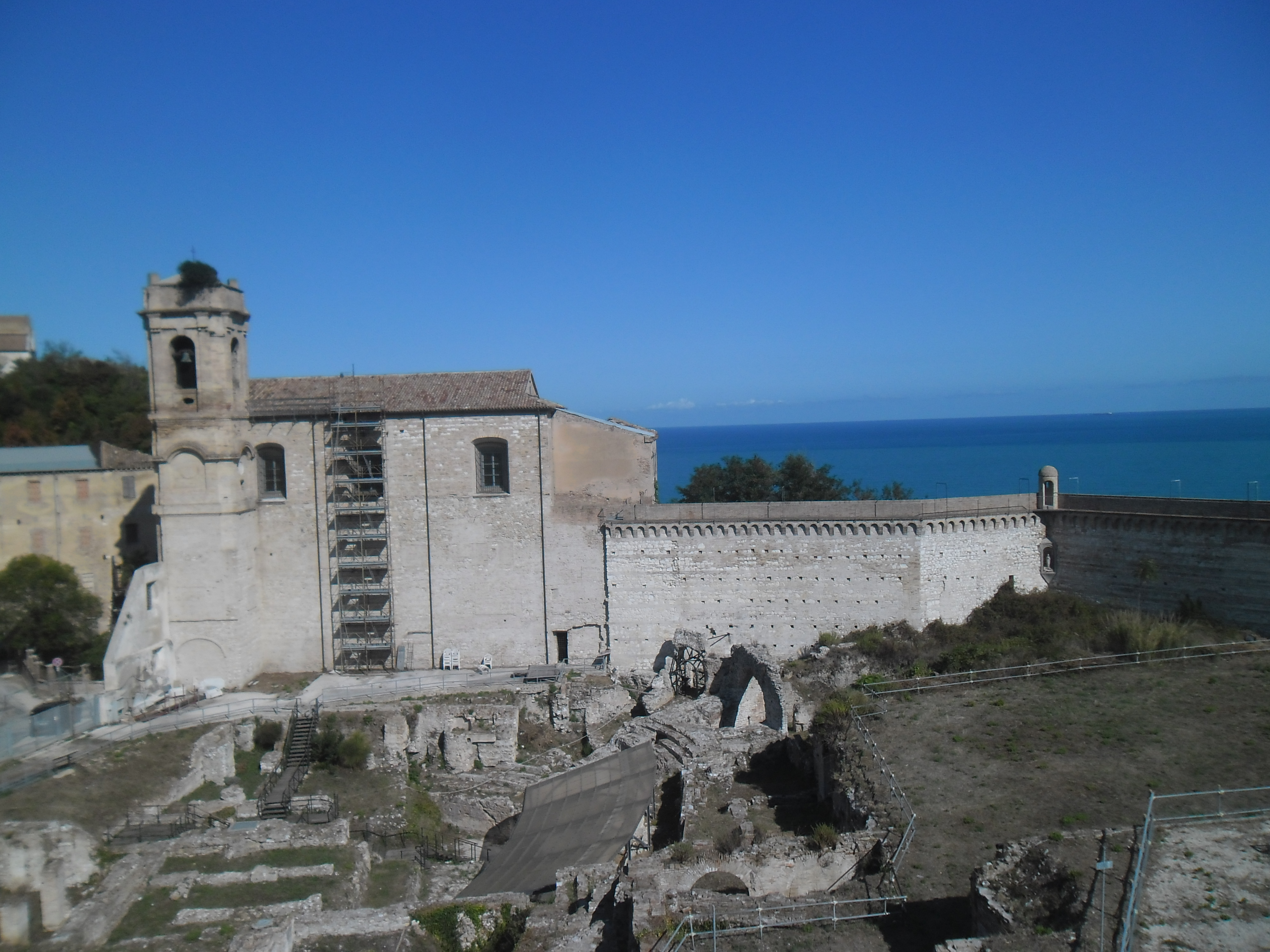
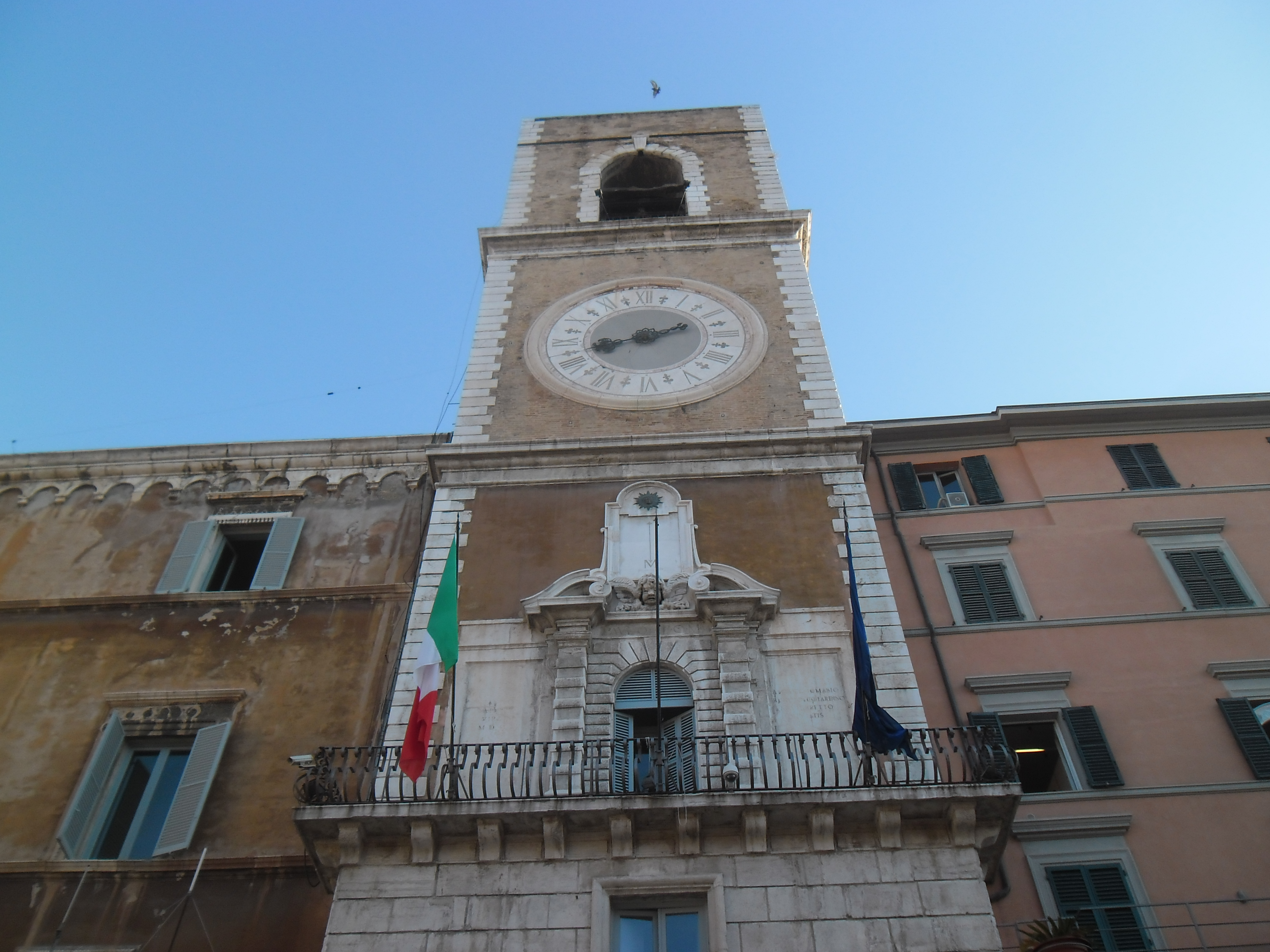
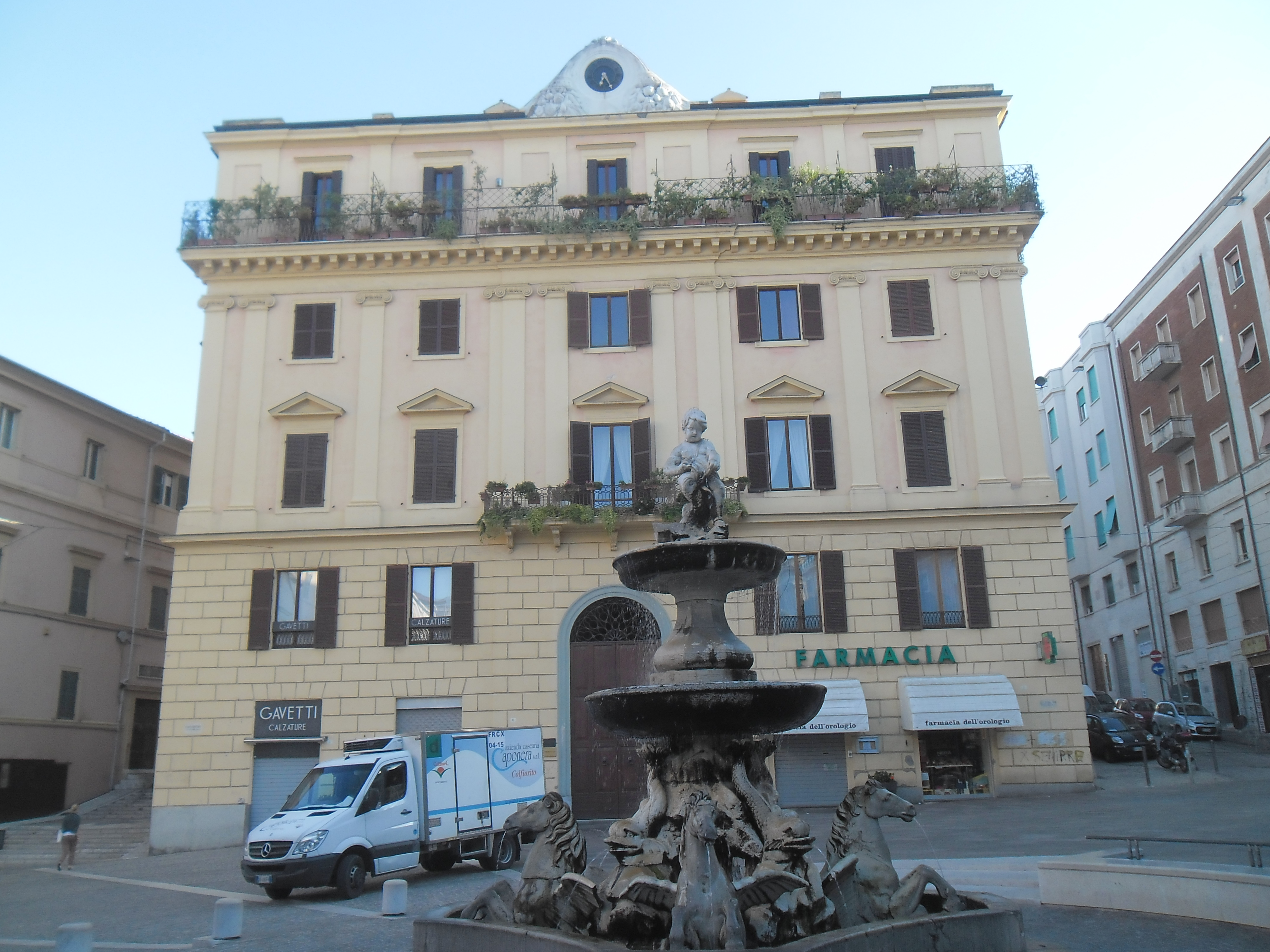
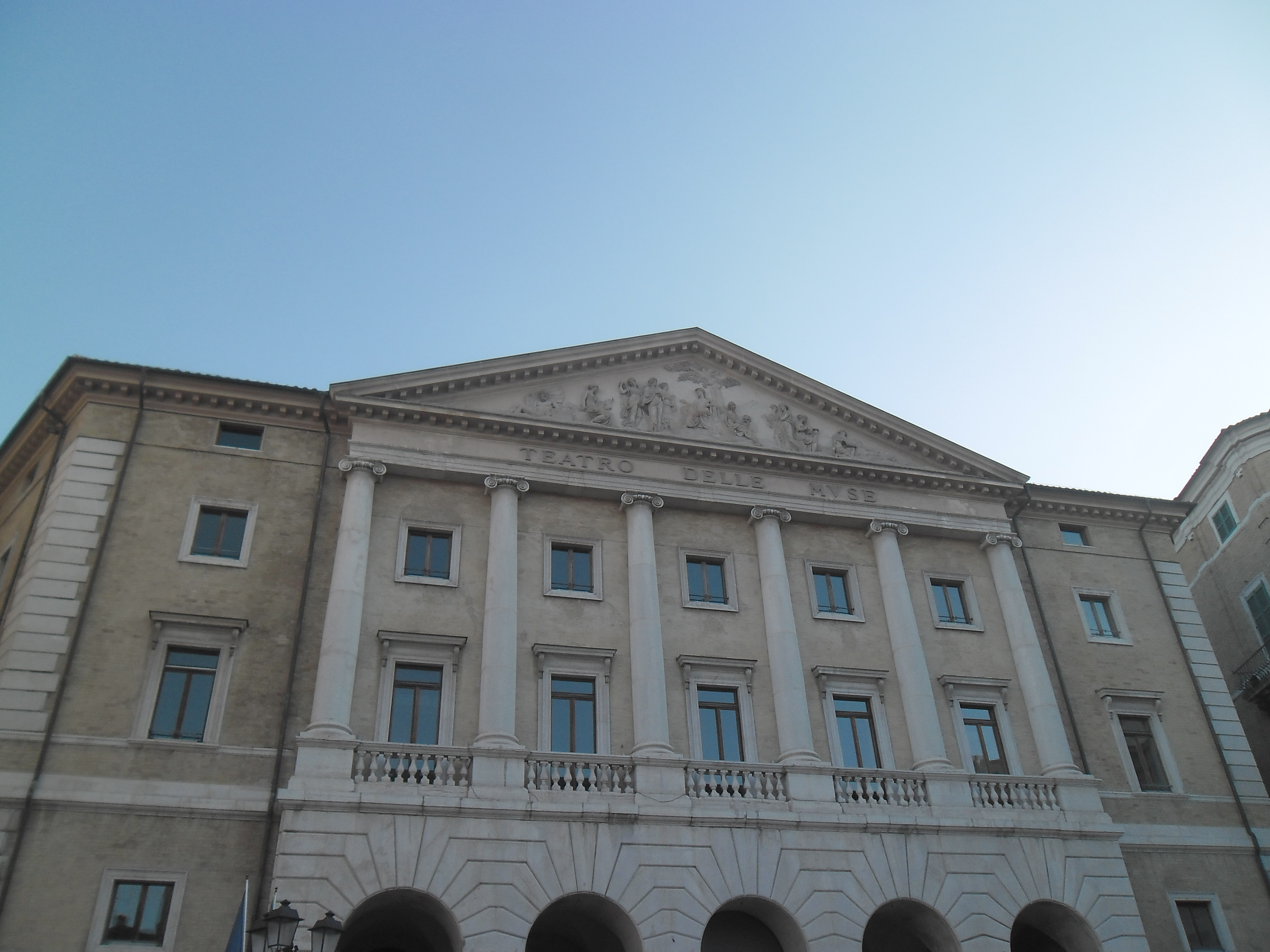
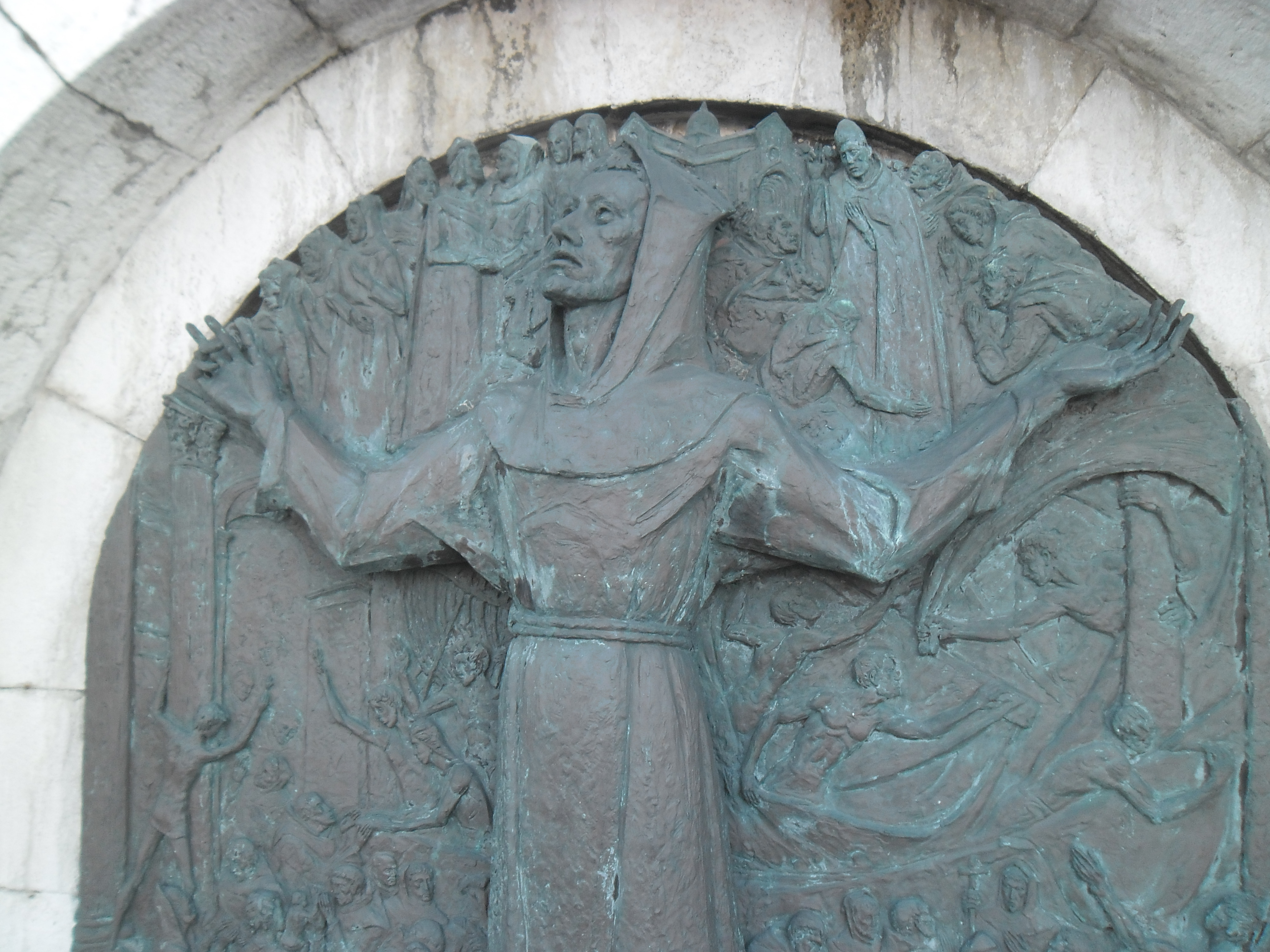
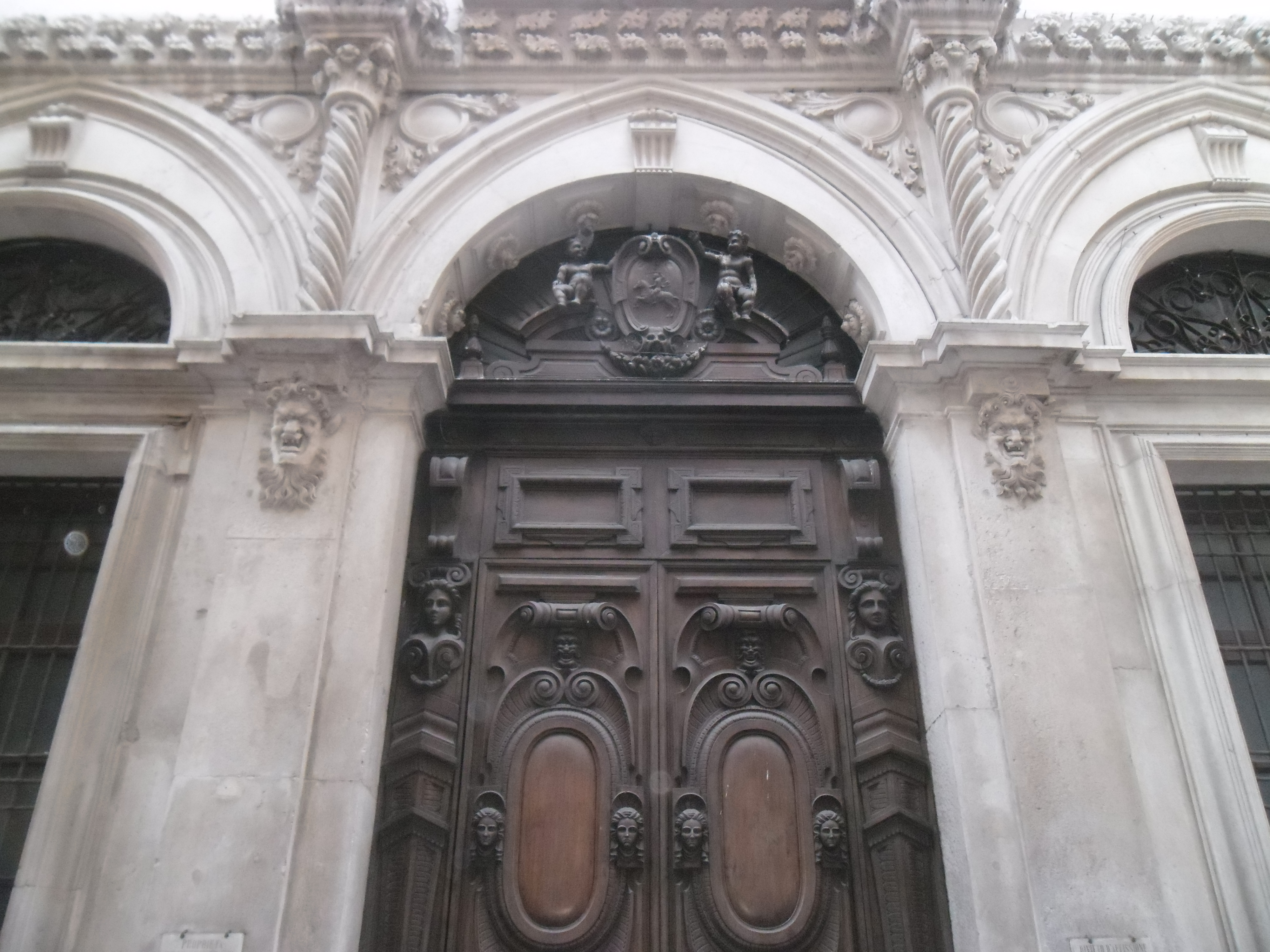
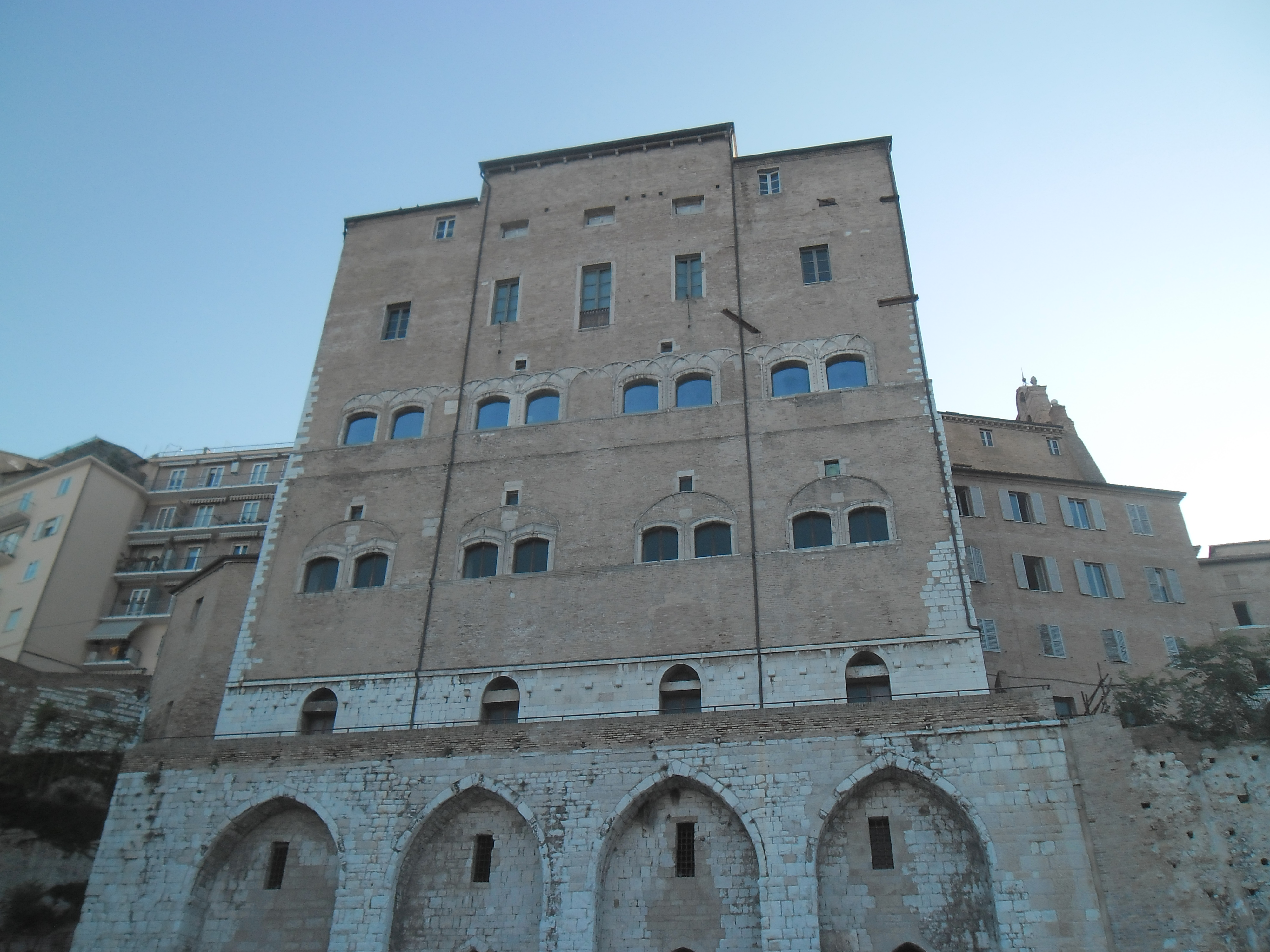

Ancona (phát âm tiếng Ý: [aŋˈkoːna] ⓘ; tiếng Hy Lạp: Ἀγκών – Ankon) là một thành phố và hải cảng ở vùng Marche, miền trung nước Ý, dân số năm 2016 là 100.861 người. Ancona nằm giáp biển Adriatic và là trung tâm của tỉnh Ancona và thủ phủ của vùng. Thành phố này nằm cách Roma 280 km về phía đông bắc.

## Liên kết
- Official Site
- Marche Tourism site Lưu trữ ngày 13 tháng 10 năm 2004 tại Wayback Machine
- Photos: sauromarini.it, antoniomucherino.it Lưu trữ ngày 3 tháng 3 năm 2012 tại Wayback Machine
- Bill Thayer's site
- Ancona, a breed of chicken named after the Italian city
- Site with photo, guides and forum Lưu trữ ngày 12 tháng 1 năm 2007 tại Wayback Machine
- Wine and Fish in the city of Ancona
- The Jewish Community of Ancona